# Rudolf Nafziger
Rudolf „Rudi“ Nafziger (* 11. August 1945 in Gauting; † 13. Juli 2008 ebenda) war ein deutscher Fußballspieler, der 1965 mit dem FC Bayern München in die Bundesliga aufstieg, mit ihm 1966 und 1967 den DFB-Pokal, sowie 1967 den Europapokal der Pokalsieger gewann. Zudem gewann er 1969 den Schweizer Pokal mit dem FC St. Gallen.

## 1961–1968: FC Bayern München / Nationalmannschaft
Im Alter von 16 Jahren wurde Rudi Nafziger von Rudi Weiß, dem Nachwuchsförderer des FC Bayern München, beim TSV Gauting, einem Verein im Würmtal vor den Toren Münchens, entdeckt und zum Wechsel überredet. Ab der Saison 1964/65 gehörte er der ersten Mannschaft der Bayern an, mit der er zunächst in der Regionalliga Süd spielte. Mit dem Sturm Nafziger, Rainer Ohlhauser, Gerd Müller, Dieter Koulmann und Dieter Brenninger wurde 1965 die Meisterschaft mit dem Torverhältnis von 146:32 Toren errungen. Das 19-jährige Talent auf dem rechten Flügel bestritt alle 36 Spiele und steuerte 12 Treffer bei. In der anschließenden Aufstiegsrunde zur Bundesliga setzten die Bayern sich durch; Nafziger erzielte drei Tore in sechs Spielen.
Bereits als Regionalligaspieler erhielt die Flügelstürmerhoffnung eine Berufung durch den DFB für die B-Nationalmannschaft. Neben Spielern wie Franz Beckenbauer und Günter Netzer stürmte er am 10. März 1965 auf Rechtsaußen beim 1:1-Unentschieden gegen die Auswahlmannschaft der Niederlande in Hannover.
Das ausgeprägte Flügelspiel über Brenninger und Nafziger zahlte sich dank der Torjäger Gerd Müller und Rainer Ohlhauser durch eine hohe Trefferquote aus. Der Erfolg hielt auch in der Bundesliga an: Nafziger, der nicht nur als eleganter und ballgewandter Techniker, sondern auch „als der erste Schönling der Bundesliga“ galt und auf dem rechten Flügel spielte, absolvierte in der Saison 1965/66 32 Einsätze und erzielte zehn Tore. Der FC Bayern München wurde Dritter und gewann am 4. Juni 1966 auch das DFB-Pokalendspiel gegen den Meidericher SV mit 4:2.
Kurz nach Beginn seiner ersten Bundesligasaison wurde er im Alter von gerade 20 Jahren von Bundestrainer Helmut Schön auch in die A-Nationalmannschaft berufen. Am 9. Oktober 1965 bildete er mit Lothar Ulsaß von Eintracht Braunschweig den rechten Flügel beim 4:1-Erfolg über die Nationalmannschaft Österreichs in Stuttgart.
Das 1:1-Unentschieden der U23-Nationalmannschaft am 16. November 1966 in Bukarest gegen die Auswahl Rumäniens an der Seite von Gerd Müller und Jupp Heynckes sollte jedoch sein letzter Einsatz im Nationaltrikot bleiben.
Bis zum Ende der Spielzeit 1967/68 bestritt er für den FC Bayern München noch weitere 57 Bundesligabegegnungen, doch ein Tor sollte ihm keines mehr gelingen. Ein Trost dürfte die erfolgreiche Titelverteidigung des nationalen Vereinspokals 1967, diesmal mit dem Hamburger SV als Finalgegner und der Gewinn des Europapokals der Pokalsieger im selben Jahr durch einen 1:0-Erfolg nach Verlängerung über die Glasgow Rangers in Nürnberg gewesen sein. Nafziger agierte in den beiden Finalspielen jeweils als Rechtsaußen.
Für den Gewinn des Europa-Pokals wurde er am 3. Dezember 1967 mit der gesamten Bayern-Mannschaft mit dem Silbernen Lorbeerblatt ausgezeichnet.
Innerhalb des Vereins wurde er aber aufgrund seiner mangelnden Treffsicherheit immer mehr in Frage gestellt und Spieler wie Gustl Jung, der in 21 Einsätzen immerhin vier Tore erzielte, stellten seinen Platz in der Mannschaft in Frage. Nachdem zum Ende der Saison 1967/68 auch der als ein Förderer Nafzigers betrachtete Trainer Zlatko Čajkovski abgelöst wurde, war es auch für Nafziger Zeit geworden seinen Abschied zu nehmen; zur Saison 1968/69 unterschrieb er beim FC St. Gallen in der Schweiz einen Zweijahresvertrag.

## 1968–1975: St. Gallen, Hannover und Linz
Der FC St. Gallen, Aufsteiger in die seinerzeit erstklassige Nationalliga A, beeindruckte in der Liga nur wenig und stieg bereits nach der Saison 1969/70 wieder ab. 1969 drang der FC St. Gallen aber bis in das im Berner Wankdorfstadion ausgetragene Finale des Schweizer Cups vor. Zwei Tore von Nafziger in der zweiten Halbzeit zum 2:0-Endstand gegen den AC Bellinzona sicherten den St. Gallern den bislang einzigen Sieg in diesem Wettbewerb.
Nach dem Abstieg kehrte Nafziger nach Deutschland zurück und schloss sich Hannover 96 an. An der Seite von Hans Siemensmeyer gelang ihm aber in 27 Bundesligaspielen, davon nurmehr sechs in seiner zweiten Saison in der Leinestadt, bis zum Ende der Saison 1971/72 kein einziger Treffer. Insgesamt blieb der Stürmer damit in den letzten 87 Bundesligaspielen ohne Torerfolg. Seine Gesamtbilanz beträgt 116 Bundesligaspiele mit insgesamt zehn Toren.
Nach seiner zweiten Saison in Hannover wechselte er nach Österreich zum Erstligisten LASK Linz und beendete 1975 nach drei Spielzeiten, kaum 30 Jahre alt, seine Spielerlaufbahn.

## Letzte Jahre in Gauting
Nach dem Ende seiner Spielerlaufbahn ließ er sich wieder in Gauting nieder. Er fischte gerne in der Würm, spielte oft Tennis und blieb auch sonst aktiv. 2008 verstarb er nach längerer Krankheit nur einen Monat vor seinem 63. Geburtstag am 13. Juli, einem Sonntagmittag, im Kreise seiner Familie. Bereits 2007 war er zu schwach, um sich zu einem Treffen zum 40-jährigen Jubiläum der Europapokalsiegermannschaft von 1967 auf dem Nockherberg in München einzufinden. Bis zuletzt hatte Rudi Nafziger noch Kontakt zu zahlreichen vormaligen Mannschaftskameraden. So besuchten ihn noch wenige Wochen vor seinem Ableben beispielsweise sein vormaliger Mannschaftsführer Werner Olk und weitere Mitspieler im Krankenhaus.
Nafzigers Tochter Simone, seine Mutter, die drei älteren Geschwister und der Präsident des FC Bayern München, Franz Beckenbauer, gaben ihm das letzte Geleit. Auch seine ehemaligen Bayern-Mitspieler Peter Kupferschmidt, Dieter Brenninger und Adolf Kunstwadl nahmen von ihm Abschied, als er auf dem Gautinger Friedhof beigesetzt wurde.
„Rudi, wir werden Dich nicht vergessen, den Super-Fußballspieler aus Gauting“, sagte der ebenfalls anwesende Ex-Präsident des FC Bayern München, Willi O. Hoffmann, sichtlich bewegt.